# Microlepidieae
Microlepidieae es una tribu de plantas pertenecientes a la familia Brassicaceae. El género tipo es Microlepidium F. Muell.

## Géneros
Según GRIN
- Carinavalva Ising
- Carinivalva Airy Shaw, orth. var. = Carinavalva Ising
- Microlepidium F. Muell.

Según NCBI
| - Arabidella - Ballantinia - Blennodia - Carinavalva - Cuphonotus - Drabastrum - Geococcus - Harmsiodoxa | - Irenepharsus - Menkea - Microlepidium - Pachycladon - Pachymitus - Phlegmatospermum - Scambopus - Stenopetalum |